# Tomaševec
Tomaševec es una localidad de Croacia situada en el municipio de Klanjec, en el condado de Krapina-Zagorje. Según el censo de 2021, tiene una población de 147 habitantes.